# شامفيل قاسم
شامفيل قاسم هو لاعب كرة قدم مالديفي يلعب مع نادي نيو راديانت كلاعب وسط.

## المسيرة الاحترافية

### أندية لعب لها
- نادي في بي
- نادي نيو راديانت
- نادي في بي

## روابط خارجية
- شامفيل قاسم على موقع الاتحاد الدولي (مؤرشف)  (الإنجليزية)
- شامفيل قاسم على موقع قاعدة بيانات كرة القدم.إي يو (الإنجليزية)